# Akiyda
Akiyda, née le 21 avril 1979, est une jument de course de race pur-sang anglais. Sous les couleurs de l'Aga Khan, elle remporte le Prix de l'Arc de Triomphe 1982.

## Carrière de courses
Akiyda est la dernière championne élevée par Marcel Boussac, qui peu avant sa mort en 1980, s'était vu contraint, au bord de la faillite, de céder son élevage et son écurie. En 1978, il vend donc une jument, Licata, pleine de Labus et suitée d'un poulain du même étalon, qui s'appellera Akarad. La pouliche à naître grandit en Angleterre et appartient à l'Aga Khan, qui s'est porté acquéreur de l'élevage et l'écurie Boussac. Entraînée par le légendait François Mathet, Akiyda effectue ces débuts à la fin de son année de 2 ans, par une probante victoire dans un maiden clodoaldien. 
Promise à un avenir classique, Akiyda fait sa rentrée fin mars dans le Prix Pénélope mais déçoit, terminant à distance d'une grande championne en devenir et future lauréate du Prix de l'Arc de Triomphe All Along. Guère plus convaincante dans le Prix Vanteaux, où elle obtient tout de même le second accessit, elle se refait une santé en remportant une bonne course à conditions à Longchamp. Elle n'est toutefois qu'une outsider au départ du Prix de Diane, mais il semble qu'elle se soit déclenchée, puisqu'elle termine dans le sillage de Harbour, une pouliche de l'écurie Head qui venait de s'adjuger le Prix Saint-Alary. Désormais nantie d'un statut classique, Akiyda revient à Deauville dans le Prix de Pomone, une épreuve qui exige de la tenue et où elle trouve sur son chemin la solide Zalataia.  
À l'automne, Akiyda semble suffisamment aguerrie pour envisager une candidature dans le Prix de l'Arc de Triomphe. mais avant cela, elle affronte All Along dans le Prix Vermeille et s'incline une nouvelle fois, enchaînant un troisième accessit d'honneur d'affilée. Elle n'est donc cette fois encore qu'une deuxième chance dans le l'Arc (elle s'élance à 11/1), elle qui n'a pas encore remporté le moindre groupe 1, et pourtant s'y montre plus dure que les autres, et notamment le stayer irlandais Ardross, dont elle parvient de justesse à contenir l'attaque. C'est le triomphe posthume de Marcel Boussac, et le dernier de François Mathet, qui meurt quelques mois après. Akiyda se retire au haras sur cette victoire, qui lui vaut un rating de 131 décerné par Timeform, ce qui fait d'elle la meilleure pouliche d'Europe en 1982 à égalité avec l'Anglaise Time Charter.  

### Résumé de carrière
| Date         | Hippodrome  | Pays        | Course                    | Statut      | Distance    | Jockey          | Place       | Écart       | Vainqueur ou deuxième |
| 1981, 2 ans  | 1981, 2 ans | 1981, 2 ans | 1981, 2 ans               | 1981, 2 ans | 1981, 2 ans | 1981, 2 ans     | 1981, 2 ans | 1981, 2 ans | 1981, 2 ans           |
| ------------ | ----------- | ----------- | ------------------------- | ----------- | ----------- | --------------- | ----------- | ----------- | --------------------- |
| 7 novembre   | Saint-Cloud | France      | Prix Ténébreuse           | maiden      | 2 000 m     | H. Samani       | 1er / 14    | 5           | Miss Mat              |
| 1982, 3 ans  |             |             |                           |             |             |                 |             |             |                       |
| 27 mars      | Saint-Cloud | France      | Prix Pénélope             | Gr. 3       | 2 100 m     | Y. Saint-Martin | 4e / 11     | 6           | All Along             |
| 18 avril     | Longchamp   | France      | Prix Vanteaux             | Gr. 3       | 1 900 m     | Y. Saint-Martin | 3e / 6      | 1           | Harbour               |
| 25 mai       | Longchamp   | France      | Prix des Tuileries        |             | 2 400 m     | Y. Saint-Martin | 1er / 12    | 1 ½         | First Water           |
| 13 juin      | Chantilly   | France      | Prix de Diane             | Gr. 1       | 2 100 m     | Y. Saint-Martin | 2e / 14     | 2           | Harbour               |
| 21 août      | Deauville   | France      | Prix de Pomone            | Gr. 2       | 2 700 m     | H. Samani       | 2e / 13     | 1/2         | Zalataia              |
| 12 septembre | Longchamp   | France      | Prix Vermeille            | Gr. 1       | 2 400 m     | Y. Saint-Martin | 2e / 13     | 1 ½         | All Along             |
| 3 octobre    | Longchamp   | France      | Prix de l'Arc de Triomphe | Gr. 1       | 2 400 m     | Y. Saint-Martin | 1er / 17    | tête        | Ardross               |

## Au haras
Akiyda n'eut qu'un seul produit ayant atteint l'âge adulte, une pouliche nommée Akishka (par Nishapour), qui ne brilla pas en piste mais se rattrapa au haras en donnant le bon Akbar (par Doyoun), vainqueur des Henry II Stakes.

## Origines
Pur produit de l'élevage Boussac, Labus, le père d'Akiyda, n'eut qu'une carrière pour le moins éphémère puisqu'il parut seulement trois fois en course, n'ayant le temps que d'obtenir une deuxième place dans le Prix du Conseil de Paris. Labus n'avait pas non plus eu le temps de se faire un nom au haras, que, jugé peu prometteur par l'Aga Khan, il fut donné aux haras nationaux où, pour 500 Francs, il engrossait des juments de selle. Mais on s'aperçut bien vite de la bévue et il fut réintroduit au profit d'une jumenterie exclusivement pur-sang à la faveur des exploits de sa fille Akiyda et du propre frère de celle-ci, Akarad.
Akiyda appartient en effet à une fratrie fabuleuse. Sa mère, Licata, fut l'une des bonne pouliches de sa génération puisqu'elle enleva une édition du Prix de Malleret. Mais elle se révéla surtout une formidable poulinière, puisqu'elle est la mère de :
- Acamas (1975, par Mill Reef) – Prix du Jockey Club, Prix Lupin, 2e Prix Greffulhe, 3e Grand Critérium.
- Eupalinos (1976, par Mill Reef) – étalon en Inde.
- Akarad (1978, par Labus) – Grand Prix de Saint-Cloud, Prix Niel.
- Akiyda (1979)
- Aktari (1980, par Mill Reef) – étalon en Nouvelle-Zélande.
- Akila (1981, par Top Ville) – mère de :
  - Aksar (Sharpen Up) : 2e Golden Gate Handicap (Gr.2), 3e San Juan Capistrano Invitational Handicap (Gr.1), Prix Noailles
  - Book At Bedtime (Mtoto) : Park Hill Stakes (Gr.3), 2e Prix Maurice de Nieuil.

### Pedigree
| Origines de Akiyda (GB), jument baie née en 1979 | Origines de Akiyda (GB), jument baie née en 1979 | Origines de Akiyda (GB), jument baie née en 1979 | Origines de Akiyda (GB), jument baie née en 1979 |
| ------------------------------------------------ | ------------------------------------------------ | ------------------------------------------------ | ------------------------------------------------ |
| Père Labus 1971                                  | Busted 1963                                      | Crepello                                         | Donatello                                        |
| Père Labus 1971                                  | Busted 1963                                      | Crepello                                         | Crepuscule                                       |
| Père Labus 1971                                  | Busted 1963                                      | Sans Le Sou                                      | Vimy                                             |
| Père Labus 1971                                  | Busted 1963                                      | Sans Le Sou                                      | Martial Loan                                     |
| Père Labus 1971                                  | Cordovilla 1957                                  | Pharis                                           | Pharos                                           |
| Père Labus 1971                                  | Cordovilla 1957                                  | Pharis                                           | Carissima                                        |
| Père Labus 1971                                  | Cordovilla 1957                                  | Cordova                                          | Djebel                                           |
| Père Labus 1971                                  | Cordovilla 1957                                  | Cordova                                          | Caravelle                                        |
| Mère Licata 1969                                 | Abdos 1959                                       | Arbar                                            | Djebel                                           |
| Mère Licata 1969                                 | Abdos 1959                                       | Arbar                                            | Astronomie                                       |
| Mère Licata 1969                                 | Abdos 1959                                       | Pretty Lady                                      | Umidwar                                          |
| Mère Licata 1969                                 | Abdos 1959                                       | Pretty Lady                                      | La Moqueuse                                      |
| Mère Licata 1969                                 | Gaia 1962                                        | Shantung                                         | Sicambre                                         |
| Mère Licata 1969                                 | Gaia 1962                                        | Shantung                                         | Barley Corn                                      |
| Mère Licata 1969                                 | Gaia 1962                                        | Gloriana                                         | Pharis                                           |
| Mère Licata 1969                                 | Gaia 1962                                        | Gloriana                                         | Tourzima (famille 13-c)                          |